# March of Dimes and Richard B. Johnston, Jr., MD Prize in Developmental Biology

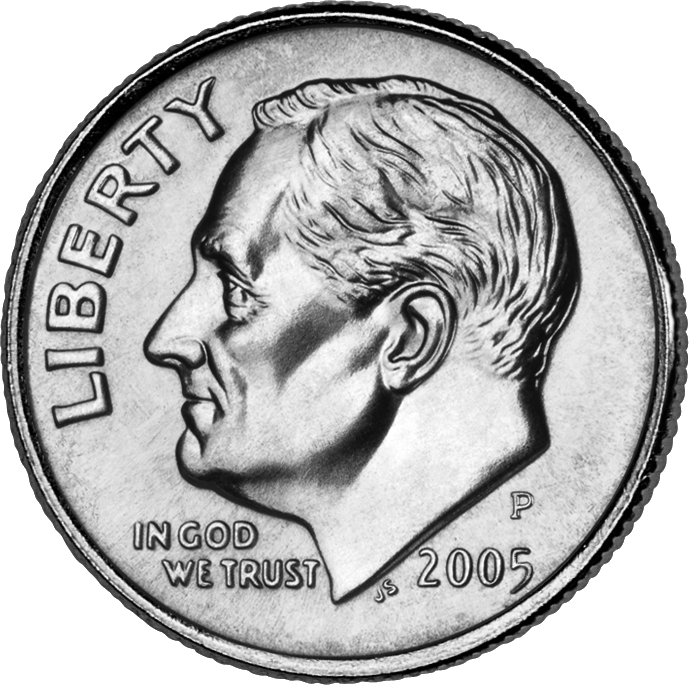
Dime-Münze mit dem Konterfei von Franklin D. Roosevelt, dem Gründer von March of Dimes.

Der March of Dimes Prize in Developmental Biology („March-of-Dimes-Preis für Entwicklungsbiologie“, seit 2017 March of Dimes and Richard B. Johnston, Jr., MD Prize in Developmental Biology in Erinnerung an Richard B. Johnston, den früheren medizinischen Direktor von March of Dimes) ist ein Wissenschaftspreis, der von der US-amerikanischen Wohlfahrtsorganisation March of Dimes vergeben wird. Der jährlich ausgelobte Preis ist mit 150.000 US-Dollar dotiert (Stand 2019). Außerdem erhalten die Preisgewinner eine Silbermedaille, die einer Dime-Münze mit dem Konterfei von Franklin D. Roosevelt, dem Gründer von March of Dimes, nachempfunden ist.
Es werden Wissenschaftler ausgezeichnet, deren Arbeiten wesentliche Fortschritte zum Verständnis der Entstehung von angeborenen Fehlbildungen erbracht haben. Acht der 41 Preisträger haben später auch einen Nobelpreis für Physiologie oder Medizin erhalten (Stand Oktober 2024).

## Preisträger
- 1996 Beatrice Mintz, Ralph L. Brinster
- 1997 Walter J. Gehring, David S. Hogness
- 1998 Davor Solter
- 1999 Martin J. Evans (Nobelpreis 2007), Richard L. Gardner
- 2000 H. Robert Horvitz (Nobelpreis 2002)
- 2001 Corey S. Goodman, Thomas M. Jessell
- 2002 Seymour Benzer, Sydney Brenner (Nobelpreis 2002)
- 2003 Pierre Chambon, Ronald M. Evans
- 2004 Mary F. Lyon
- 2005 Mario R. Capecchi (Nobelpreis 2007), Oliver Smithies (Nobelpreis 2007)
- 2006 Alexander Varshavsky
- 2007 Anne McLaren, Janet Rossant
- 2008 Philip A. Beachy, Clifford J. Tabin
- 2009 Kevin P. Campbell, Louis M. Kunkel
- 2010 Shinya Yamanaka (Nobelpreis 2012)
- 2011 Patricia Ann Jacobs, David C. Page
- 2012 Howard Green, Elaine Fuchs
- 2013 Eric N. Olson
- 2014 Huda Zoghbi
- 2015 Rudolf Jaenisch
- 2016 Victor R. Ambros, Gary Ruvkun
- 2017 C. David Allis
- 2018 Allan C. Spradling
- 2019 Myriam Hemberger
- 2020 Susan Fisher
- 2021 Alan W. Flake
- 2022/23 Patricia Hunt
- 2024 Marisa Bartolomei
- 2025 Dennis Lo[1]